# Anna Marchwińska
Anna Marchwińska (ur. 16 sierpnia 1968 w Warszawie) – polska pianistka, korepetytor solistów, trener wokalny.

## Wykształcenie
Studiowała na Akademii Muzycznej im F. Chopina w Warszawie (obecnie Uniwersytet Muzyczny), pod kierunkiem Bronisławy Kawalli i Jerzego Marchwińskiego, którą ukończyła z wyróżnieniem w roku 1990.
W 1994 roku ukończyła Stanford University w Kalifornii (pod kierunkiem Freda Weldy) otrzymując tytuł Master of Music in Piano Performance.
W 1997 roku ukończyła Juilliard School of Music w Nowym Jorku (pod kierunkiem Sama Sandersa i Briana Zegera) otrzymując tytuł Master of Arts in Accompanying.
Brała udział w letnich festiwalach muzycznych: Music Academy of the West w Santa Barbara (1992, 1993), Tanglewood Music Center (1994, 1995), Merola Opera Program w San Francisco (1996) oraz Chautauqua Festival (1999).

## Działalność zawodowa i artystyczna
W latach 1997–2001 była wykładowcą w Juilliard School School Opera Center i Voice Department w Nowym Jorku (jako vocal coach, współpracowała wtedy także z operowymi scenami Nowego Jorku: Metropolitan Opera i New York City Opera.
Od 2001 r. współpracuje jako pianistka przy Międzynarodowym Konkursie Wokalnym im. Stanisława Moniuszki, organizowanym przez Teatr Wielki – Operę Narodową.
Od 2005 roku współpracuje z Wielkanocnym Festiwalem Ludwiga van Beethovena.

### Współpraca z Teatrem Wielkim - Opera Narodową
Od 2002 pracuje w Teatrze Wielkim-Operze Narodowej, gdzie jako korepetytor solistów przygotowała wiele premier, m.in. Don Giovanni Mozarta (2002), Jaskółka Pucciniego (2003), Salome Straussa (dwukrotnie: 2003 i 2015), Tosca Pucciniego (2004), Aida Verdiego (2005), Czarodziejski flet Mozarta (dwukrotnie 2006 i 2016), Łucja z Lammermoor Donizettiego (2008), Wilhelm Tell Rossiniego (dwukrotnie 2008 i 2015), Traviata Verdiego (2010), Elektra Straussa (2010), Trojanie Berlioza (2011), Słowik Strawińskiego (2012), Manon Lescaut Pucciniego (2012), Tristan i Izolda Wagnera (2016).
Współpracowała także przy produkcjach wielu polskich prapremier operowych, m.in.: Podróż do Reims Rossiniego (2003), Pasażerka Weinberga (2010) oraz Kupiec wenecki A. Czajkowskiego (2014).
Od 2010 roku jest kierownikiem korepetytorów solistów, asystentów dyrygenta i konsultantów językowych w Teatrze Wielkim-Operze Narodowej.
Od sezonu 2013/14 opiekuje się młodymi pianistami w Akademii Operowej Teatru Wielkiego-Opery Narodowej.

### Współpraca z Bregenzer Festpiele
Od 2009 roku współpracuje z Bregenzer Festspiele. Na scenie Festpielhaus przygotowywała opery opolskie: Króla Rogera Szymanowskiego (2009), Pasażerkę Weinberga (2010) i Kupca weneckiego Andrzeja Czajkowskiego (2013). Na scenie na Jeziorze Bodeńskim była coachem wokalnym solistów przy Aidzie Verdiego (2009, 2010), Andrea Chénier Giordano (2011, 2012), Czarodziejskiego fletu Mozarta (2013, 2014), Turandot Pucciniego (2015, 2016), Carmen Bizeta (2017–2018), Rigoletta Verdiego (2019-2021), Madame Butterfly Pucciniego (2022, 2023).

### Inne
Koncertowała w renomowanych salach: nowojorskiej Carnegie Hall i Alice Tully Hall, w Kennedy Center w Waszyngtonie, Kimmel Center w Filadelfii, Concertgebouw w Amsterdamie, Teatro Liceu w Barcelonie, występowała podczas Rossini Opera Festival w Pesaro. Współpracuje także z Filharmonią Narodową w Warszawie.
Występuje z wybitnymi polskimi artystami, takimi jak: Ewa Podleś, Małgorzata Walewska, Iwona Sobotka, Mariusz Kwiecień, Artur Ruciński, Katarzyna Trylnik, Anna Lubańska.
Pracuje w językach: angielskim, francuskim, niemieckim, włoskim i rosyjskim.

## Inne
Jest córką śpiewaczki Haliny Słonickiej, wieloletniej solistki Teatrze Wielkim-Operze Narodowej i Jerzego Marchwińskiego, pianisty-kameralisty. 